# Индиански резерват
Индиански резерват е земя, стопанисвана от индианско племе под опекунството на Бюрото по индианските въпроси (по-рано - Федерална служба по индианските въпроси) към Министерството на вътрешните работи на САЩ (United States Department of the Interior's Bureau of Indian Affairs) или сходна държавна агенция. Например в Канада също има голям брой (над 600) индиански резервати. Канадските резервати се администрират от канадското Министерство по индианските въпроси и северното развитие. Тяхната история, както и политиката на канадското правителство се различават в множество аспекти от тези на резерватите в САЩ, които са 326 на брой, с обща площ от 227 000 кв. км. В Мексико и други латиноамерикански страни много индиански общности също водят силно изолиран живот, понякога и почти без контакт със съвременната цивилизация.
Отнемането на земя от индианците, прогонването им от родните им места или поставянето им в по-неблагоприятни условия за живот започва малко след установяването на първите европейски заселници в Новия свят. Европейските, а после - и американските - колониални сили често използват техни военни части в своите местни армии или ги ползват за съюзници (например във Френската и индианска война). Поддържат с тях и известни търговски взаимоотношения. Но общата тенденция е към превземане на земите им и изтласкването им извън тях или към тяхното лишаване от препитание, избиване, заробване, капсуловане или асимилация. Този процес се засилва особено много през 18. и началото на 19. век. Особено деен в това отношение е американският президент Андрю Джаксън, при чието управление Петте цивилизовани племена са заставени да се изселят от Източните щати в посока към земите станали известни, като Дивият Запад. Също така за неблагоприятна за заселване зона и затова подходяща за пращане там на индианците известно време се е смятал полуостров Флорида. Към средата на 19. век се утвърждава идеята всички индианци да бъдат заселени в контролирани от съответните правителства територии (включително и що се отнася до влизането и излизането от тях, подобно на европейските гета) и с времето това е осъществено. Отиването и оставането на туземците в резерватите невинаги е доброволно. Обикновено те са в по-малко пригодни за поддържане на живота и традиционния бит и поминъци на индианските народи местности от населяваните от тях до съответния момент и те постепенно биват лишавани от възможността да обитават или ползват адекватно по-плодородните и по-богати на полезни изкопаеми области. Същевременно на жителите на резерватите се правят данъчни облекчения, дава им се възможност да развиват на местно ниво икономически дейности, незаконни другаде (например - хазарт), и им се правят доставки на храна и осигуряват здравни услуги за сметка на държавния или щатския бюджет. Дискриминациоционна и унищожителна по отношение на индианците политика обаче продължава и в границите на техните резервати, където се допускат множеството злоупотреби с подчиненото им и често безпомощно положение, а извън тях те са систематично преследвани, ограбвани и изтребвани.
На индианците в САЩ се е гледало, като на чужденци, през по-голямата част от историята на страната, а за обитаваните от тях земи често се е смятало, че не се намират на нейна територия, дори и когато са изцяло обградени от такава или обратно - че са на нейна, дори и ако изобщо не знаят за това. Самите племена също обикновено се стремят към независимост и собствено развитие и гледат на "белите", като на натрапници и окупатори. Съответно срещу тях са се водили редица завоевателни и наказателни войни и с тях са сключвани множество съюзнически и мирни договори. В този смисъл е и понятието "индианска територия". Граждански права, като граждани на Съединените щати, са им признати едва през 1924 г. През 1934 г. в САЩ е приет т.нар. Закон за реорганизация на индианците (Закон на Хауърд-Уилър), създаден въз основа не идеи, разработени от социолога Джон Колиър, в който се декларират известни права на индианските нации и е засилена тенденцията да се гарантира на резерватите известна автономия. Полагат се усилия за подобряване на инфраструктурата на резерватите и за подобряване на икономиката им. Въпреки това положението на множество индиански народи продължава да бъде изключително тежко и през втората половина на 20. и началото на 21. век, страдайки от расизъм, замърсяване, бедност, разни пороци и престъпност.